# Tipula (Eumicrotipula) chilensis
Tipula (Eumicrotipula) chilensis is een tweevleugelige uit de familie langpootmuggen (Tipulidae). De soort komt voor in het Neotropisch gebied.